# Уза (Красноярский край)
Уза— деревня в Краснотуранском районе Красноярского края в составе Кортузского сельсовета.

## География
Находится  на севере района примерно в  13 километрах по прямой на север от районного центра села Краснотуранск.

## Климат
Климат резко - континентальный с холодной зимой и жарким летом, суровый, с большими годовыми и суточными амплитудами температуры. Максимальная высота снежного покрова 46 см. Среднемесячная температура января колеблется от -23,5 ºС до -21,0 ºС, июля от +19,8 ºС до +18,8 ºС. Среднегодовая температура составляет -0,6 ºС  ÷  -1,6 ºС. Годовая сумма осадков составляет 389 мм, причем большая ее часть выпадает в теплый период года (82 % от годовой суммы).

## История
Известна с 1770 года как деревня на реке Уз, основанная поселенцами братьями Быкасовыми. Поэтому существовало второе название деревния Быкасова. В 1917 году численность населения достигла 334 человек.

## Население
Постоянное население составляло 316 человек в 2002 году (85% русские),  233 в 2010.